# Sayan Sanya
Sayan Sanya (thai: สายัณห์ สัญญา), född 31 januari 1953, död 11 september 2013, var en thailändsk manlig sångare.

## Diskografi
- Kai Ja
- Kwam Rak Muen Ya Khom
- Rak Sathan Din Satuen
- Nam Ta Nang
- Am Nat Haeng Kwam Kid Tueng
- Ai Num Rod Tai
- Lon Klao Phao Thai